# Knut Dahlen
Knut Dahlen (Raufoss, 28 settembre 1922 – Raufoss, 18 marzo 1999) è stato un calciatore norvegese, di ruolo attaccante.

## Carriera

### Club
Dahlen vestì la maglia del Raufoss.

### Nazionale
Conta 5 presenze e 2 reti per la Norvegia. Esordì il 28 luglio 1946, andando anche a segno nella sconfitta per 3-2 contro il Lussemburgo.